# Elección presidencial de Chile de 1831
La elección presidencial de Chile de 1831 se llevó a cabo por medio del sistema de electores, y dio por presidente al general Joaquín Prieto.
Tras la victoria de las fuerzas conservadoras en la batalla de Lircay que selló el fin de la guerra civil, se impuso el orden en el país y se eligió a un nuevo Congreso.
Tras la muerte del Presidente José Tomás Ovalle se llamó a elecciones (Ovalle había sido delegado provisionalmente por el congreso tras la renuncia de Ruiz-Tagle). Estas eran por sufragio censitario, votando no por candidato sino que por electores. La elección de los electores se realizó en votación popular y directa el 15 de marzo de 1831, y el 5 de abril se reunían los electores de cada provincia para emitir su voto, que según la Constitución de 1828 debía tener dos nombres. El 2 de junio, el día siguiente a la primera reunión del nuevo congreso, se procedió al recuento de votos. Cabe señalar que cada elector debía votar dos veces: una para elegir presidente y la otra para escoger al vicepresidente.
Resultó vencedor como presidente Joaquín Prieto por unanimidad (207 electores); mientras que para la vicepresidencia los votos se repartieron entre Diego Portales con 186, Francisco Ruiz-Tagle con 18, Ambrosio Aldunate Carvajal con 2 y Fernando Errázuriz con 1. Por tanto se proclamó a Prieto presidente de la república, y a Diego Portales vicepresidente, para el periodo comprendido entre el 18 de septiembre de 1831 al 18 de septiembre de 1836. Portales presentó la renuncia a la vicepresidencia, pero ésta fue rechazada y solo dejó el cargo cuando la constitución de 1833 abolió el cargo.

## Resultados

### Nacional
| Candidato                           | Candidato                           | Candidato                           | Agrupación política                 | Votos |
| ----------------------------------- | ----------------------------------- | ----------------------------------- | ----------------------------------- | ----- |
|                                     |                                     | Joaquín Prieto Vial                 | Pelucón                             | 207   |
|                                     |                                     | Diego Portales Palazuelos           | Estanquero                          | 186   |
|                                     |                                     | Francisco Ruiz-Tagle Portales       | Pelucón                             | 18    |
|                                     |                                     | Ambrosio Aldunate Carvajal          | Pelucón                             | 2     |
|                                     |                                     | Fernando de Errázuriz Aldunate      | Pelucón                             | 1     |
| Total de votos electorales válidos  | Total de votos electorales válidos  | Total de votos electorales válidos  | Total de votos electorales válidos  | 414   |
| Votos nulos, blancos o abstenciones | Votos nulos, blancos o abstenciones | Votos nulos, blancos o abstenciones | Votos nulos, blancos o abstenciones | 12    |
| Total de votos electorales          | Total de votos electorales          | Total de votos electorales          | Total de votos electorales          | 426   |
| Total de electores                  | Total de electores                  | Total de electores                  | Total de electores                  | 213   |

### Por provincia
|                                    | Joaquín Prieto                     | 23 | 26 | 42 | 28 | 29 | 33 | 12 | 14 |
|                                    | Diego Portales                     | 23 | 26 | 40 | 28 | 18 | 27 | 12 | 12 |
|                                    | Francisco Ruiz-Tagle               | —  | —  | 1  | —  | 11 | 6  | —  | —  |
|                                    | Ambrosio Aldunate Carvajal         | —  | —  | —  | —  | —  | —  | —  | 2  |
|                                    | Fernando Errázuriz                 | —  | —  | 1  | —  | —  | —  | —  | —  |
| Total de votos electorales válidos | Total de votos electorales válidos | 46 | 52 | 84 | 56 | 58 | 66 | 24 | 28 |
| Votos electorales                  | Votos electorales                  | 24 | 27 | 39 | 33 | 30 | 33 | 12 | 15 |
| Fuente: Urzúa Valenzuela, 1992.    |                                    |    |    |    |    |    |    |    |    |